# Diana (Verlagerungsobjekt)
Diana war der Deckname für die Untertage-Verlagerung der Flugzeugproduktion der Wiener Neustädter Flugzeugwerke in drei Eisenbahntunnel der Strecke Brünn–Deutschbrod zum Ende des Zweiten Weltkrieges.

## Geschichte
Seit 1939 produzierten die Wiener Neustädter Flugzeugwerke als Zweigwerk der Messerschmitt AG kriegswichtige Jagdflugzeuge des Typs Messerschmitt Bf 109. Nach den amerikanischen Luftangriffen auf Wiener Neustadt erfolgte ab 1944 eine Verlagerung der Produktion in unter- und oberirdische Objekte zwischen Kärnten und Mähren.
Der Bau der ebenfalls 1939 begonnenen neuen zweigleisigen Bahnstrecke zwischen Brünn und Deutschbrod musste wegen des Ausbruchs des Zweiten Weltkrieges eingestellt werden. Vollendet waren zu dieser Zeit jedoch bereits die drei Eisenbahntunnel westlich von Tischnowitz.
Zum Ende des Sommers 1944 wurde die Produktion der Messerschmitt Bf 109 G 10 unter dem Decknamen Diana in die drei Tunnel verlagert.
- Im 633 m langen Tunnel A Loučský südlich von Unter Loutschka wurde das Werk 1 49° 21′ 17″ N, 16° 21′ 40″ O eingerichtet, in dem der Rumpf des Flugzeugs gefertigt wurde.
- Die Produktion der Tragflächen erfolgte im Werk 2, das in den Tunneln B (213 m) Lubenský zwischen Lubna und Neudorf bei Gurein (ostsüdöstlich von Lubna) 49° 21′ 8″ N, 16° 17′ 4″ O
- sowie Tunnel C Níhovský (531 m) zwischen Nihof und Neudorf bei Gurein (nordnordöstlich von Nihof) 49° 20′ 46″ N, 16° 16′ 37″ O untergebracht war.

In der Umgebung der Tunnel entstanden Kriegsgefangenenlager. Eines davon befand sich in Kutiny, es wurde später zu einem Erholungsobjekt ausgebaut.
Im Objekt Diana arbeiteten zwischen 6000 und 8000 Personen. Bis zur Einstellung der Produktion Mitte April 1945 wurden hier etwa 850 Flugzeuge gefertigt. Vor der Einnahme Mährens durch die Rote Armee wurde das Objekt Diana von Partisanen besetzt. Nach 1945 fanden die zurückgelassenen Flugzeugteile für den Bau verschiedener tschechoslowakischer Flugzeuge Verwendung. Ein Motorentyp bildete die Grundlage für die Entwicklung der Avia S-199.